# おかえりなさ〜い
『おかえりなさ〜い』は、1999年4月1日から2021年3月26日まで福井テレビで放送されていた夕方ワイド番組である。

## 概要
1999年4月1日、FBC福井放送に続き、福井県内2局目の夕方ワイド番組として放送が開始された。これ以降、福井県の民放テレビ局は両局とも夕方ワイド番組を編成することになる。
放送開始から2013年3月までは『FNN福井テレビスーパーニュース』（FNN全国パート含む）を内含したオムニバス設定で、タイトルは『スーパーニュースワイド おかえりなさ〜い』であった（新聞上では「福井スーパーNワイド おかえりなさ〜い」と表記されていた）。
2001年4月に土曜版として、『おかえりサタデー』の放送を開始（土曜 17:00 - 17:30）。同番組は大きく3回リニューアルされ、『おかサタcafe』へ改題した後に終了した。同番組の終了後、同時間帯では『チカッペ!輝け福井のアスリートたち』もしくは『チカッペ!』休止時の差し替え番組が放送されている。
2004年4月に金曜版として、『おかえりなさ〜い金曜日』の放送が開始された。同番組はタウン情報とバラエティ企画に重点を置いた構成になっていたが、2007年3月に放送が終了した。
2006年5月1日からは、地上デジタル放送が開始されたのを受け、ハイビジョン化されている。
スタジオは何度か入れ替えている。2013年4月にスタジオを大幅にリニューアルし、以前はキャスターが2人しか出演できなかったのを最大4人まで出演できるようにした。またこれに合わせモニターが設置された。このモニターは、『FNN福井テレビスーパーニュース』の天気予報にも使われている。
2009年4月3日まで、『スーパーニュース』の17時台（17:50頃からのフジテレビ発の部分ネット）は、文化芸能部またはニュースのいずれかをネットしていたが、2015年3月30日からの『みんなのニュース』変更後はフジテレビ発からの部分ネットが復活している。
過去に高田純次がサプライズで登場したことがあり、その模様が『情報ライブ ミヤネ屋』で放送された（参照）。
2015年3月30日より放送時間拡大とともに、『FNNみんなのニュース』がスタートすることから、福井テレビも17:54 ‐ 19:00に『おかえりなさ〜い&FNN福井テレビみんなのニュース』として『おかえりなさ〜い』のタイトルが付随して放送される。その為、2年ぶりにオムニバス構成に戻る。
2015年9月7日に放送時間が16:50に戻され、さらに、18時台に一部コーナーを移設した。その為、フジテレビからの『みんなのニュース』の18時台任意ネットを打ち切った。
2018年4月2日からは『FNNプライムニュース イブニング』スタートにより、本番組も『福井テレビ プライムニュース』の差込み番組としてタイトルは『福井テレビプライムニュース&おかえりなさ〜い』に変更され、また放送時間も17:15 - 17:53の38分番組に縮小された。
2019年4月1日からは『Live News it!』開始に伴い、『福井テレビLive News』の差込み番組として、タイトルが『福井テレビ Live News&おかえりなさ〜い』に再度変更されることになった。また、これにより開始時間が約3分繰り上がり、17:12 - 17:53の41分番組となった。
新型コロナウイルス感染症問題の報道に力を入れるため、当番組は2020年4月13日より放送休止となっていたが、同年7月20日より放送が再開された。尚、放送再開後は『Live News イット!』の第2部を通常の部分ネットに加え、さらに17:45頃にもネットするが、同年9月28日以降は第3部の全国枠より放送する場合がある。

### 番組の終焉
2021年3月26日で番組を終了。22年の歴史に幕を降ろした。同月29日以降はそれまで17:12.30飛び降りだった『Live News イット!・第2部』をフルネットに切り替えた。また、自社制作番組としては平日の放送を廃止、土曜日に自社制作番組の放送が始まる。

## 放送時間
| 期間       | 期間       | 放送時間（日本時間）         | 放送時間（日本時間）         |
| 期間       | 期間       | 月曜 - 木曜                  | 金曜                         |
| ---------- | ---------- | ---------------------------- | ---------------------------- |
| 1999.4.1   | 2001.6.30  | 16:55 - 19:00（125分）       | 16:55 - 19:00（125分）       |
| 2001.7.2   | 2007.09.28 | 16:54 - 19:00（126分）       | 16:54 - 19:00（126分）       |
| 2007.10.1  | 2012.3.30  | 16:53 - 19:00（127分）       | 16:53 - 19:00（127分）       |
| 2012.04.02 | 2012.9.28  | 16:53 - 19:00（127分）       | 16:24 - 19:00（156分）       |
| 2012.10.1  | 2013.3.29  | 16:50 - 19:00（130分）       | 16:22 - 19:00（158分）       |
| 2013.4.1   | 2015.3.27  | 16:50 - 17:54（64分）        | 16:50 - 17:54（64分）        |
| 2015.3.30  | 2015.9.4   | 16:23 - 19:00（157分）       | 16:23 - 19:00（157分）       |
| 2015.9.7   | 2018.3.30  | 16:50 - 19:00（130分）       | 16:50 - 19:00（130分）       |
| 2018.4.2   | 2019.3.29  | 17:15 - 17:53（38分）        | 17:15 - 17:53（38分）        |
| 2019.4.1   | 2020.3.27  | 17:12.30 - 17:53（40分30秒） | 17:12.30 - 17:53（40分30秒） |
| 2020.3.30  | 2020.9.25  | 17:15 - 17:53（38分）        | 17:15 - 17:53（38分）        |
| 2020.9.28  | 2021.3.26  | 17:15 - 17:48（33分）        | 17:15 - 17:48（33分）        |

## 出演者

### 現在

#### 司会
- 坂本剛史 - 2018年4月より再度担当。
- 原渕由布奈 - 2020年9月より再度担当（月・火・木・金曜日）。
- 坪田真奈 - 2020年9月より担当（水曜日）。

#### リポーター
- 田島嘉晃
- やのぱん（2018年4月より毎週火曜日コーナー出演）
- かみじょうたけし（2019年4月から月1回木曜日出演）

### 過去
- 松枝隆一 番組開始から2005年2月まで司会を担当。
- 廣瀬絵理 2004年7月ごろまでスタジオ司会を担当。
- スクラッチ田中（現・たなかつよし） 番組当初から2005年2月まで中継を担当。
- 木下栄子 2004年10月から2005年10月まで中継を担当。また、スクラッチ田中出演時には月曜 - 金曜までの中継を担当していた。スクラッチ田中降板後は木曜・金曜を担当。
- 桑原達秋 2007年3月まで月曜 - 水曜の司会を担当。
- 岩崎良美 2007年3月まで月曜・火曜の司会を担当。
- 圓山詩織 2007年3月まで月曜・火曜の中継を担当。
- 越村江莉 水曜 - 金曜の中継を担当。
- 松山桃子 月曜 - 金曜の司会を担当。
- 松下尚史 水曜 - 金曜の司会を担当。
- 大塚奈央子 水曜 - 金曜の中継を担当。
- YUICHI 月曜・火曜の中継を担当。
- 加藤アツヒロ 月曜・火曜の中継を担当。
- 広田優香子 月曜・火曜の中継を担当。
- 丸山勝義 スタジオMC・福井新聞ニュースを担当。
- 福田布貴子 福井新聞ニュース担当。
- 安藤好靖 2014年3月まで月曜 - 木曜スタジオMC
- 金谷有希子 水曜・金曜スタジオMC
- 瀬尾美貴
- 塩見泰子（2016年3月まで）
- 秦まりな（同上）
- 吉田圭吾
- 植村茂浩
- ウーマンラッシュアワー
- 今野真帆
- 井上愛梨（木・金曜担当）
- 中道詩織（2021年3月26日に放送の最終回に出演）

## タイムテーブル
- 太字は、東京・フジテレビから

### 2018年度
- 16:50 プライムニュース イブニング
  - 冒頭で画面右上に『福井テレビ プライムニュース&おかえりなさ〜い』のロゴが送出される。
- 17:12.30 提供クレジット
- 17:15.30 番組そのもののオープニング
- 17:17 中継
- 17:22 お知らせコーナー等
- 17:30 特集・中継
- 17:39 天気予報
- 17:42 特集・中継・コーナー 等
- 17:51 明日の予告・第1部エンディング
- 17:53 (SB無しで)プライムニュース イブニング (全国ニュース枠)

### 2013年4月から2015年3月まで
- 放送時間は平日の16:50 - 17:54
- 16:50 番組そのもののオープニング・中継・トーク
- 16:53 福井新聞ニュース
- 17:00 曜日別コーナー（月・火おかえり投稿天国、水う〜ちゃんの町内遺産、木週によって異なる、金週末主催者発表!）
（この間、曜日別コーナー）
- 17:30 せお☆ちゃん chu chu
- 17:42 町かどメッセージ
- 17:50 明日の予告・天気予報・エンディング
- 17:52 CM

## ロゴ・オープニング・オープニングのタイトルコール
年月はロゴを基準としている。
- 初代：1999年4月1日 - 2006年4月28日 ロゴはクレヨンで書いたようなロゴ。オープニングは何度かアレンジされている。タイトルコールはタイトルとなったところで入る。お天気カメラがバック。
- 2代目：2006年5月1日 - 2007年3月30日 ロゴはウール（糸）のロゴ。オープニングはウールが上下左右に伸びながらロゴとなる（クロマキー処理）。OP音楽の前にタイトルコールが入る。お天気カメラがバック。
- 3代目：2007年4月2日 - 2014年3月28日 ロゴは「お」と「え」の点ところに建物があるロゴ。この代からオープニングがハイビジョン制作になった。タイトルコールはタイトルとなったところで入る。
  - 2007年4月2日 - 2008年3月28日 オープニングはロゴの裏はたくさん人や建物などが絵になっていて、絵が表向きになって丸い形をでだしながらお天気カメラをバックにタイトルとなる（クロマキー処理）。
  - 2008年3月31日 - 2014年3月28日 オープニングは家や太陽などが踊りながら虹が出てきて、かわって紙の花などが出てきて花が散りながら紙の虹が出てきてお天気カメラをバックにタイトルとなる（クロマキー処理）。途中でBGMが何度か変わっている。
- 4代目：2014年3月31日 - 2021年3月26日 ロゴは「お」と「な」にハートマークがあるロゴ。
  - 2014年3月31日 - 2015年3月27日　オープニングは初めてお天気カメラがバックとしないアニメーションとなっている。
  - 2015年3月30日 - 2018年3月30日　オープニングは再びお天気カメラがバックとなり、アニメーションに半透明処理がされるようになった（但し、一部コーナーでは2014年から半透明処理でコーナータイトルが表示されている）。
  - 2018年4月2日 - 2019年3月29日　お天気カメラをバックとするのは変わらずだが、アニメーションが全面的に変更され、黄色背景に黒字の「OKAERI」という文字が強調された後に、紫や緑、黄色、水色、白などの曲線が現れ、後に中央部にロゴが出現し、ロゴの文字が中央に集結して、再びバックのお天気カメラに戻るものとなった。
  - 2019年4月1日 - 2021年3月26日

2代目まではロゴと「スーパーニュースワイド」（1998年4月～2000年3月のロゴ）が表示された。現在はロゴ表示のみ。CM前シングルにもタイトルコールが入る。